# 舊金山跨灣轉運站

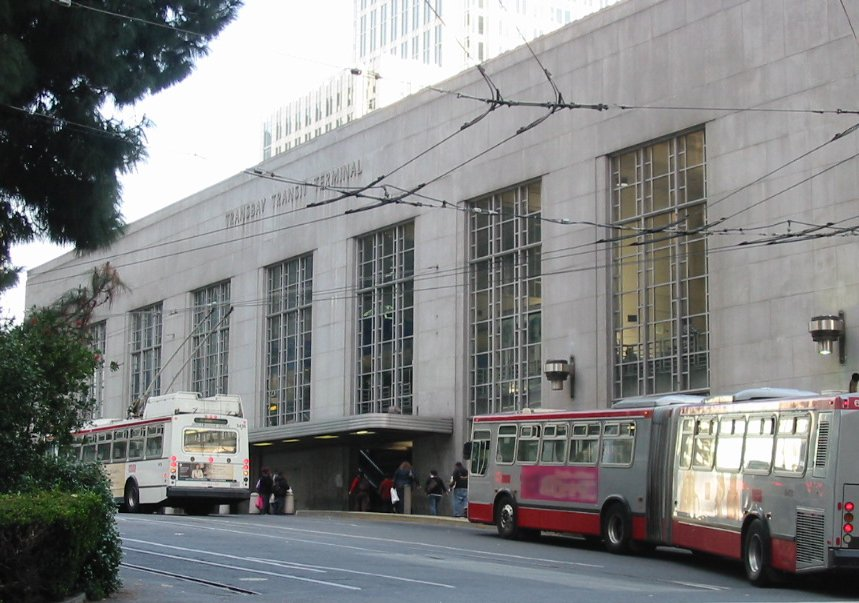
1939年啟用的跨灣轉運站，由Timothy L. Pflueger設計（攝於2008年）。

37°47′22″N 122°23′47″W / 37.78944°N 122.39639°W
舊金山跨灣轉運站（英語：或）為舊金山市區內一棟特殊的交通建築，位置約在米慎街、豪華街（Howard Street）、Beale街、第2街所圍出的長方形區域，地處市場南一帶。服務區域主要包括市中心的金融區，匯集了來自舊金山灣區的交通，包括有：馬林郡的Golden Gate Transit巴士、東灣的AC Transit巴士、聖馬刁郡的SamTrans巴士。其他長程客運巴士如灰狗巴士、Amtrak也停靠此站。舊金山市區交通的舊金山城市鐵路（Muni）也有許多路線巴士在此設迴轉終點站。
此建築於2010年8月7日拆除，以方便建設未來的跨灣轉運中心和相關大樓。上述交通運輸改至附近臨時站點，其四週街道分別為Main、Folsom、Beale、Howard等街。
新的跨灣轉運中心於2010年8月11日動土。新設施預計於2017年完成。